# Diplectrona japonica
Diplectrona japonica là một loài Trichoptera trong họ Hydropsychidae. Chúng phân bố ở miền Cổ bắc.